# Eleutherodactylus viejas
Eleutherodactylus viejas là một loài ếch trong họ Leptodactylidae. Chúng là loài đặc hữu của Colombia.
Các môi trường sống tự nhiên của chúng là các khu rừng ẩm ướt đất thấp nhiệt đới hoặc cận nhiệt đới, các khu rừng vùng núi ẩm nhiệt đới hoặc cận nhiệt đới, vườn nông thôn, và các khu rừng trước đây bị suy thoái nặng nề.